# The Savages
A The Savages a Doctor Who sorozat huszonhatodik része, amit 1966. május 28.-a és június 18.-a között sugároztak. Ebben a részben szerepel utoljára Peter Purves mint Steven Tyler.

## Történet
Egy távoli bolygón a Tardis utasai egy idilli világot találnak, ahol az elderek élnek. Dodo azonban felfedezi szörnyű titkukat: a magasan civilizált világ tulajdonképpen a szintén ott élő primitív vadak életerejét szívják el.

## Epizódok listája
| Epizód száma | Bemutató napja   | Hossza | Nézők száma (millió) | Formátum                                |
| ------------ | ---------------- | ------ | -------------------- | --------------------------------------- |
| 1            | 1966. május 28.  | 23:41  | 4,8                  | Csak képek és/vagy a töredékek léteznek |
| 2            | 1966. június 4.  | 23:57  | 5,6                  | Csak képek és/vagy a töredékek léteznek |
| 3            | 1966. június 11. | 24:59  | 5                    | Csak képek és/vagy a töredékek léteznek |
| 4            | 1966. június 18. | 24:41  | 4,5                  | Csak képek és/vagy a töredékek léteznek |

## Könyvkiadás
A könyvváltozatát 1986 márciusában adták ki.

## Otthoni kiadás
A megmaradt jeleneteket a Lost in Time DVD-ken adták ki.

### Fordítás
- Ez a szócikk részben vagy egészben  a   The Savages (Doctor Who) című angol Wikipédia-szócikk fordításán alapul.  Az eredeti cikk szerkesztőit annak laptörténete sorolja fel. Ez a jelzés csupán a megfogalmazás eredetét és a szerzői jogokat jelzi, nem szolgál a cikkben szereplő információk forrásmegjelöléseként.